# Bistum Zhaoxian
Das Bistum Zhaoxian (lat.: Dioecesis Ciaoscienensis) ist ein römisch-katholisches Bistum mit Sitz in Zhaoxian in der Volksrepublik China.

## Geschichte
Papst Pius XI. gründete die Apostolische Präfektur Chaohsien mit dem Breve Ex apostolico munere am 18. März 1929 aus Gebietsabtretungen des Apostolischen Vikariats Chengting. Am 11. Januar 1932 wurde sie in den Rang eines Apostolischen Vikariats erhoben.
Mit der Apostolischen Konstitution Quotidie Nos wurde es am 11. April 1946 zum Bistum erhoben. Sie zählte 2010 60.000 Katholiken, 60 Priester, 124 Ordensschwestern, 170 kleine und 52 große Seminaristen und 145 Kirchen und Kultstätten.

## Ordinarien

### Apostolischer Präfekt von Chaohsien
- John Chang Pi-te (9. April 1929 bis 11. Januar 1932)

### Apostolischer Vikar von Chaohsien
- John Chang Pi-te (11. Januar 1932 bis 11. April 1946)

### Bischöfe von Zhaoxian
- John Chang Pi-te (11. April 1946 bis 13. Februar 1953)
- Thomas Min (13. Februar 1953–1982) (Apostolischer Administrator) (Untergrundadministrator)
- Michael Xiao Li-ren (1980 – 26. Oktober 1996) (Untergrundbischof)
- Joseph Hou Jin-de (1989 – 20. Mai 1994) (Bischof der Chinesischen Katholisch-Patriotischen Vereinigung)
- Raymond Wang Chong Lin (1983–2005) (Untergrundbischof)
- Joseph Jiang Mingyuan CDD (22. März 2006 bis 13. Juli 2008) (Untergrundbischof)